# Yyrkoon
Az Yyrkoon (IPA: /jɪərˈkuːn/) egy francia death/thrash metal együttes volt.  1995-ben alakultak meg Franciaországban. Négy nagylemezt jelentettek meg pályafutásuk alatt. Nevüket egy fantasy-regény szereplőjéről kapták. 2007-ben feloszlottak.

## Tagok
Stéphane Souteyrand, Laurent Harrouart, Victorien Vilchez, Geoffrey Gautier, Paul Banas, Sébastien Caron, Jérome Barouin, Kristofer Laurent, François Falempin és Dirk Verbeuren.

## Albumok
- Oniric Transition (1998)
- Dying Sun (2002)
- Occult Medicine (2004)
- Unhealthy Opera (2006)